# Casal d'Isabel Daura
El Casal d'Isabel Daura és una obra de Seròs (Segrià) inclosa a l'Inventari del Patrimoni Arquitectònic de Catalunya.

## Descripció
Habitatge en cantonera de planta baixa i tres pisos. L'estructura de la façana és prou simètrica, tot i estar molt modificada, mantenint tres obertures rectangulars al segon i tercer pis, siguent totes balcons, els del segon en voladís,i els del tercer sense sobresortir i conservant els primitius barrots tornejats. A sota del balcó central del segon pis es conserva un escut.

## Història
Va pertànyer als majorals dels Ducs de Medinaceli.